# Equació hiperbòlica en derivades parcials
Una equació hiperbòlica en derivades parcials és una equació diferencial en derivades parcials de segon ordre del tipus:
{\displaystyle Au_{xx}+2Bu_{xy}+Cu_{yy}+Du_{x}+Eu_{y}+F=0\quad }
en la qual la matriu {\displaystyle Z={\begin{bmatrix}A&B\\B&C\end{bmatrix}}} té un determinant menor que 0. Un exemple d'una equació diferencial en derivades parcials parcials hiperbòlica és l'equació d'ona.

## Exemples
A través d'un canvi de variables lineal, qualsevol equació de la forma:
{\displaystyle A{\frac {\partial ^{2}u}{\partial x^{2}}}+2B{\frac {\partial ^{2}u}{\partial x\partial y}}+C{\frac {\partial ^{2}u}{\partial y^{2}}}+{\text{(termes derivatius de menor ordre)}}=0}
amb
{\displaystyle B^{2}-AC>0}
es pot transformar en l'equació d'ona, més enllà dels termes d'ordre menor que no són essencials per comprendre l'equació de manera qualitativa. Aquesta definició és anàloga a la de la hipèrbola plana.
L'equació d'ona unidimensional:
{\displaystyle {\frac {\partial ^{2}u}{\partial t^{2}}}-c^{2}{\frac {\partial ^{2}u}{\partial x^{2}}}=0}
és un exemple d'una equació hiperbòlica. Les equacions d'ona bidimensional i tridimensional també pertanyen a la categoria de les PDEs hiperbòliques. Aquest tipus d'equacions hiperbòliques en derivades parcials de segon ordre es poden transformar en sistemes hiperbòlics d'equacions diferencials de primer ordre.